# Связь с подводными лодками
Связь с подводными лодками, когда они находятся в погружённом состоянии — достаточно сложная техническая задача. Основная проблема состоит в том, что электромагнитные волны с частотами, используемыми в традиционной радиосвязи, сильно ослабляются при прохождении через толстый слой проводящего материала, которым является солёная морская вода.
В ряде случаев хватает простейшего решения: всплыть к самой поверхности воды и поднять антенну над водой, но тогда подводная лодка становится более уязвимой. Атомная подводная лодка может находиться в подводном положении на рабочей глубине в течение нескольких недель и даже месяцев, и связь с ней должна быть обеспечена. Для этого применяются специальные технические решения.

## Акустическая передача
- Звук может распространяться в воде достаточно далеко, и подводные громкоговорители и гидрофоны могут использоваться для связи. Во всяком случае, военно-морские силы и СССР, и США устанавливали акустическое оборудование на морском дне областей, которые часто посещались подводными лодками, и соединяли их подводными кабелями с наземными станциями связи.
- Односторонняя связь в погружённом положении возможна путём использования взрывов. Серии взрывов, следующих через определённые промежутки времени, распространяются по подводному звуковому каналу и принимаются гидроакустиком.

## Радиосвязь в диапазоне сверхдлинных волн
Сверхдлинные радиоволны включают диапазоны крайне низких частот, сверхнизких частот, инфранизких частот и очень низких частот.
С увеличением частоты уменьшается длина волны радиопередатчика, а значит и необходимая длина элементов антенны, так как они находятся в прямой зависимости. Но с увеличением радиочастоты уменьшается и глубина проникновения в толщу земли или моря. С уменьшением частоты уменьшается количество информации, которое можно передать на конкретной частоте за единицу времени. В некоторых странах крайне низкие частоты определяются как частоты диапазона 3—300 Гц, поэтому бывают разночтения при переводе.

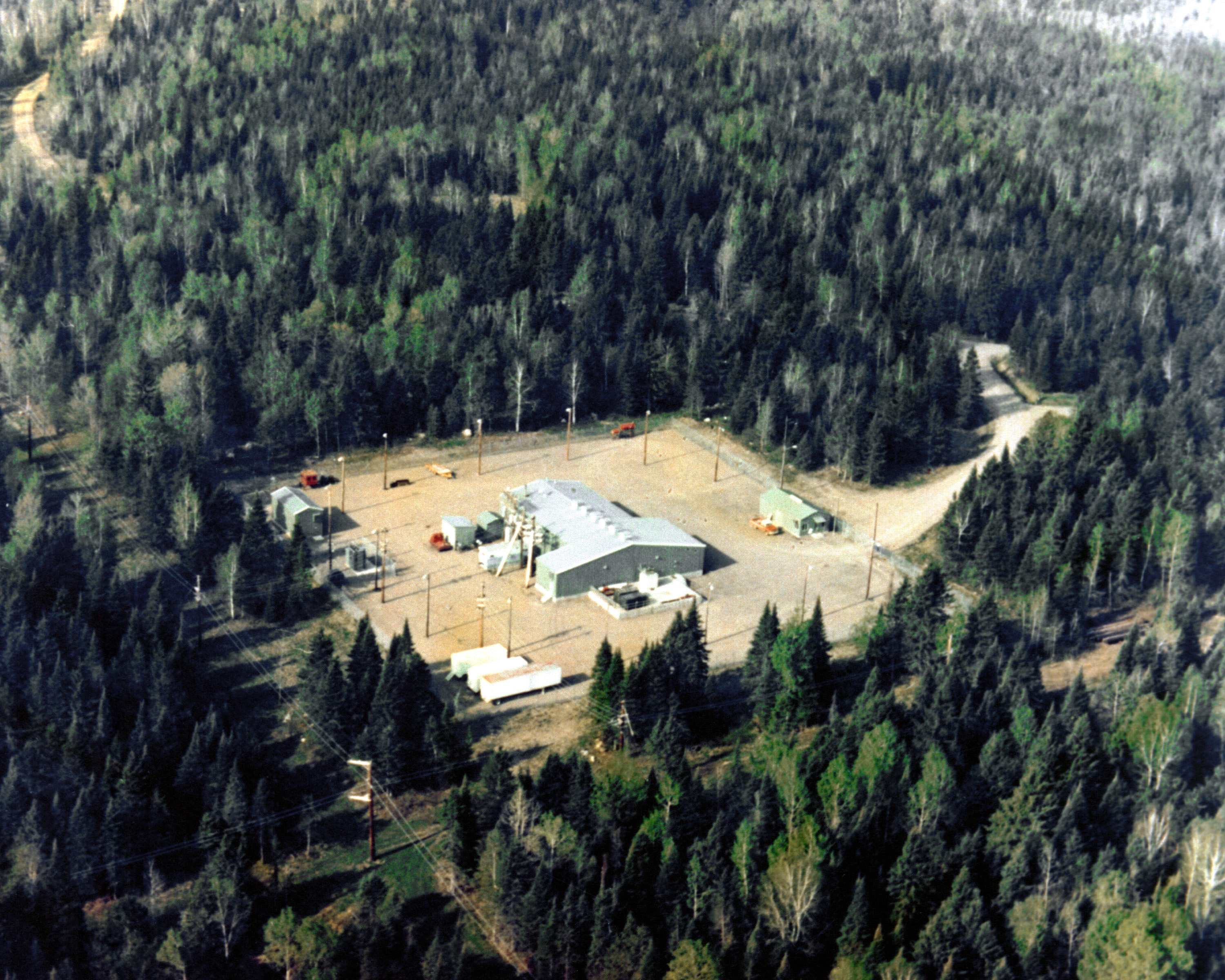
Аэрофотография КНЧ-передатчика (Клэм Лэйк, Висконсин, 1982)

Радиоволны крайне низких частот или extremely low frequencies (КНЧ, ELF, 3—30 Гц) легко проходят сквозь Землю и морскую воду. Радиоволны сверхнизких частот или super low frequencies (СНЧ, SLF, 30—300 Гц) также легко проникают сквозь Землю и морскую воду, но имеют размеры элементов антенн на порядок меньше. Строительство КНЧ/СНЧ-передатчика — чрезвычайно сложная задача из-за большой длины волны и крайне низкого КПД передатчика. Вместо сооружения полноразмерных антенн используют два очень больших электрода, заглублённых в землю в районе с достаточно низкой удельной проводимостью на расстоянии несколько десятков километров друг от друга. Электрический ток между электродами проникает глубоко в недра Земли, используя их как часть огромной антенны. Из-за высокой технической сложности такой антенны СНЧ-передатчики имели только СССР и США.
Вышеописанная схема реализована в передатчике «ЗЕВС», находящемся на Кольском полуострове в Североморске-3, к востоку от Мурманска в районе с координатами 69° с. ш. 33° в. д. (факт существования советского СНЧ-передатчика был обнародован только в 1990 году). Антенна передатчика имеет крайне низкий КПД — на каждый ватт излучаемой энергии необходимо затратить до 100 кВт энергии генераторов.
Приём сигнала СНЧ на подводной лодке осуществляется на магнитные антенны. Они располагаются как в надстройке лодки (для приёма на малых глубинах), так и на специальном буксируемом устройстве, которое обеспечивает приём на глубинах в сотни метров, при этом само антенное устройство находится на небольшой глубине в приповерхностном слое.
Советская система «Зевс» работает на частоте 82 Гц (длина волны 3656 км), американская «Seafarer» (с англ. — «мореплаватель») — 76 Гц (длина волны 3944,64 км). Длина волны в этих передатчиках сравнима с радиусом Земли. До 1977 года использовалась система «Sanguine», находящаяся в Висконсине. Частота — 76 Гц или 45 Гц. ВМС Великобритании предпринимали попытки построить свой передатчик в Шотландии, но проект был свёрнут.
Радиоволны инфранизких частот или infra low frequencies (ИНЧ, ILF 300—3000 Гц) имеют более компактные элементы антенн, но меньшее проникновение в толщу морских и земных глубин.
Радиоволны очень низких частот или very low frequencies (ОНЧ, VLF 3—30 кГц) имеют ещё более компактные антенны по сравнению с предыдущими диапазонами, но могут проникать в морскую воду только на глубины до 20 метров, преодолевая поверхностный (скин) эффект. Подводная лодка, находящаяся на малой глубине, может использовать этот диапазон для связи. Подводная лодка, находящаяся гораздо глубже, может использовать буй с антенной на длинном кабеле. Буй может находиться на глубине нескольких метров и из-за малых размеров не обнаруживаться сонарами противника. Первый в мире ОНЧ-передатчик «Голиаф» был построен в Германии, в 1943 году, после войны перевезён в СССР, в 1949—1952 годах восстановлен в Нижегородской области и эксплуатируется до сих пор под названием RJH90 («Голиаф»). В Белоруссии под Вилейкой функционирует ОНЧ-передатчик RJH69 («Антей») для связи с подводными лодками ВМФ России — 43-й узел связи. На базе этих и других ОНЧ-радиостанций в СССР (России) была развернута радиосеть службы сигналов эталонных частот и сигналов точного времени Бета в составе шести передающих станций.
Недостатки радиосвязи в указанных диапазонах:
- Линия связи является односторонней. Подводная лодка на борту не может иметь свой передатчик из-за требуемой большой антенны. Большие размеры имеют даже приёмные буксируемые антенны КНЧ/СНЧ-связи — от сотен метров.
- Пропускная способность такого канала связи крайне мала — порядка нескольких знаков в минуту. Предположительно, передаваемые сообщения содержат общие инструкции или команды по использованию других видов связи.

## Спутники
Если субмарина находится в надводном положении, то она может использовать обычный диапазон радиосвязи, как и прочие морские суда. Это не означает использование обычного коротковолнового диапазона: чаще всего это связь с военным спутником связи. В США подобная система связи называется «спутниковая подсистема обмена информацией с подводными лодками» (англ. Submarine Satellite Information Exchange Sub-System, SSIXS), часть морской системы спутниковой связи на ультравысоких частотах (англ. Navy Ultra High Frequency Satellite Communications System, UHF SATCOM).

## Вспомогательные подводные лодки
В 1970-х годах в СССР был разработан проект модификации подводных лодок проекта 629 для использования их в качестве ретрансляторов сигнала и обеспечения связи кораблей из любой точки мира с командованием ВМФ. По проекту было модифицировано три субмарины.

## Самолёты

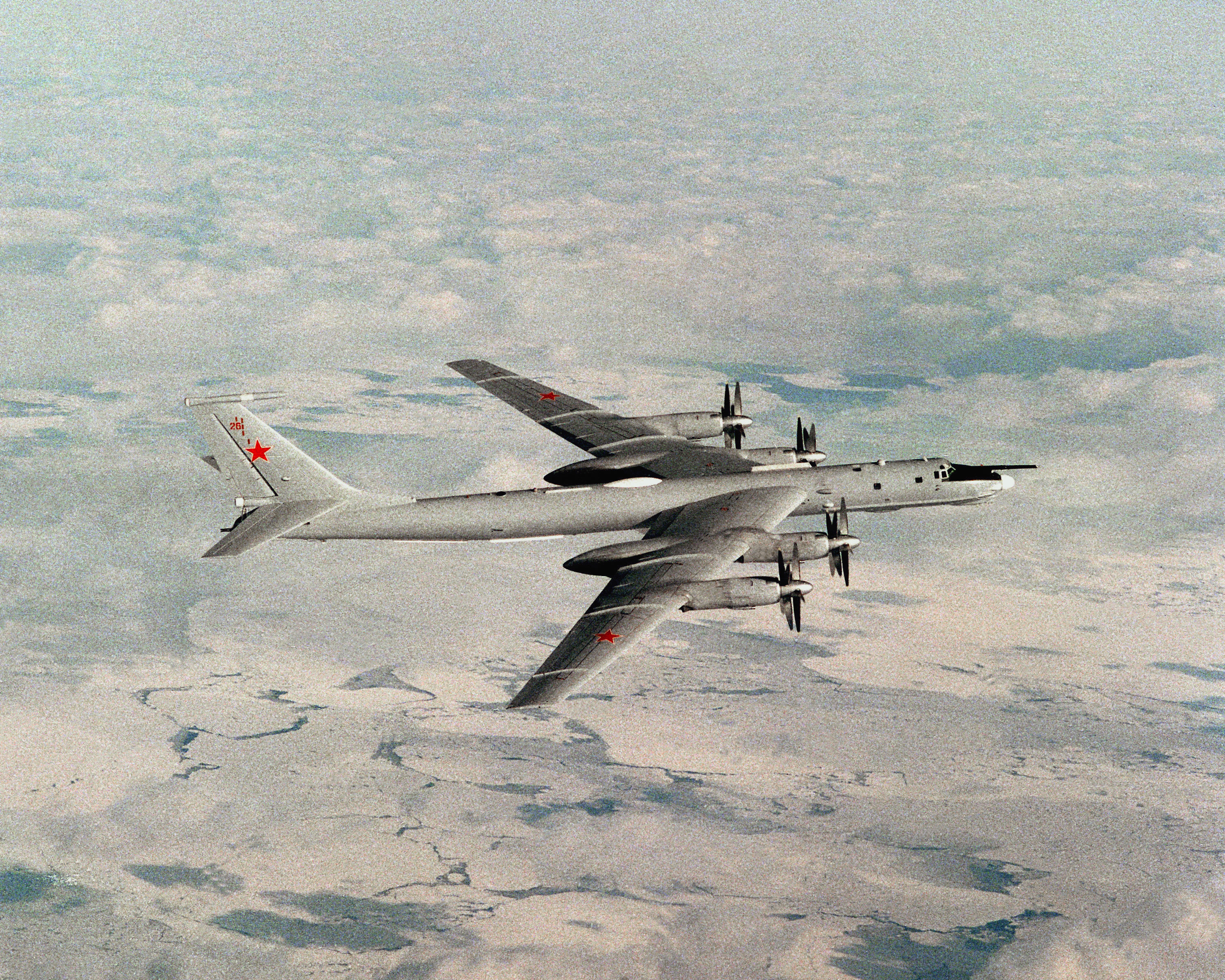
Ту-142МР

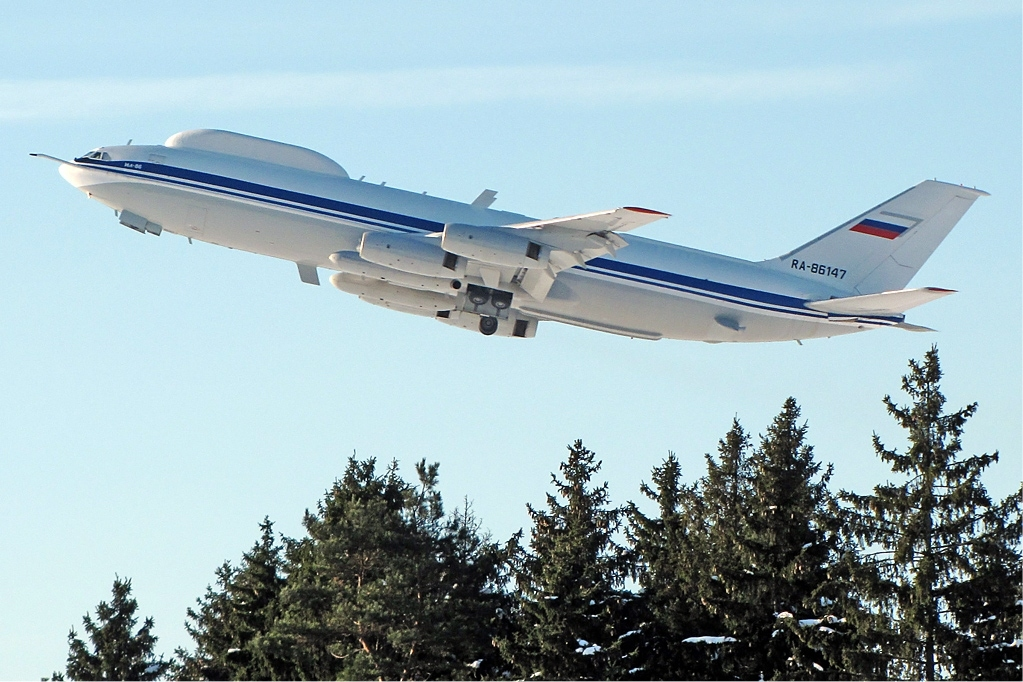
Ил-80

Для связи с подводными лодками в ВМФ РФ (СССР) используется самолёт-ретранслятор Ту-142МР «Орёл» (по классификации НАТО — «Bear-J»). В нижней части фюзеляжа установлен барабан с выпускной буксируемой тросовой антенной длиной 8,6 км и приёмопередатчик СДВ-диапазона большой мощности — станция Р-826ПЛ «Фрегат». Кроме этого, на самолёте установлен комплекс коротковолновых станций для тропосферной связи — «БКСР-А» и дополнительное оборудование для кодирования и автоматизации радиосвязи, под управлением БЦВМ «Орбита-20». В составе экипажа два лётчика, штурман, бортинженер, кормовой стрелок, радист и три оператора (СДВ, ТЛГ и ПУР). Для защиты экипажа от электромагнитного излучения на всех иллюминаторах, за исключением трёх лобовых стёкол лётчиков, установлены металлические экранирующие сетки. Самолёт способен находиться в воздухе до 17 часов без дозаправки.
Аналогичное оборудование установлено на воздушном командном пункте — самолёте Ил-80.
В ВМС США для связи с ПЛ в СДВ диапазоне используется самолёт E-6 Mercury (созданный на базе пассажирского Боинга-707, используются буксируемые антенны длиной 7925 м (основная) и 1219 м (вспомогательная)). Собственно, этот самолёт не является чистым ретранслятором сигналов боевого управления для ПЛАРБ, а служит командным пунктом для управления стратегическими ядерными силами. В состав экипажа, помимо 5 человек, непосредственно управляющих машиной, ещё входит 17 операторов. 
Правительственный воздушный командный пункт E-4A (на базе Боинга-747) также имеет станцию СДВ и буксируемую трос-антенну длиной около 8 км.

## Скрытность
Сеансы связи, особенно со всплытием, нарушают скрытность подводной лодки, подвергая риску её обнаружения и атаки. Поэтому принимаются различные меры, повышающие скрытность лодки, как технического, так и организационного порядка. Так, лодки используют передатчики для передачи коротких импульсов, в которых сжата вся необходимая информация. Также передача может быть осуществлена всплывающим и подвсплывающим буем. Буй может быть оставлен лодкой в определённом месте, а передача информации начнётся после ухода лодки из этого района.